# Чорна Ганча
Чорна Ганча, Чарна-Ханьча (біл. Чорная Ганча, пол. Czarna Hańcza) — річка в Польщі і Гродненському районі Білорусі, ліва притока Німану.
Довжина 145 км. Площа водозбору 1916 км². Середньорічна витрата води в гирлі 17 м³/с. Середній нахил водної поверхні 1,2 ‰.
Починається в Польщі, протікає через озеро Ханьча. Тече через Серпневу пущу, по північних схилах Гродненської височини. Перетинає державний кордон за 1 км на південний захід від с. Лісова. Впадає в Німан за 1 км на північний захід від с. Загорнікі. Довжина в межах Білорусі 35 км, площа водозбору 178 км ².
Притоки: р. Мариха, Ігорка (ліворуч), та численні струмки.
Долина глибоко врізана, шириною від 0,7 км до 3,5 км. Заплава двостороння, заболочена (ширина 0,2-1 км), є ділянки надзаплавних терас (висота до 10 м). Русло звивисте, з великими меандрами. Ширина річки в межах до 10 м.